# Arthrochordeumium appendiculosum
Arthrochordeumium appendiculosum – gatunek widłonoga z rodziny Chordeumiidae. Nazwa naukowa tego gatunku skorupiaków została opublikowana w 1918 roku przez duńskiego zoologa Knuda Stephensena.